# Populicerus albicans
Populicerus albicans är en insektsart som först beskrevs av Carl Ludwig Kirschbaum 1868.  Populicerus albicans ingår i släktet Populicerus, och familjen dvärgstritar. Enligt den finländska rödlistan är arten nära hotad i Finland. Arten är reproducerande i Sverige. Artens livsmiljö är parker, gårdsplaner och trädgårdar.